# Loud (Rihanna-album)
 For alternative betydninger, se Loud. (Se også artikler, som begynder med Loud)
Loud er femte studiealbum fra den barbadianske sangerinde Rihanna. Albummet blev udgivet den 12. november 2010, af Def Jam.

## Spor
| Loud  | Loud                                                | Loud | Loud                 | Loud   | Loud | Loud | Loud | Loud | Loud |
| #     | Titel                                               | Sangskriver(e) | Producer             | Længde |      |      |      |      |      |
| ----- | --------------------------------------------------- | --- | -------------------- | ------ | ---- | ---- | ---- | ---- | ---- |
| 1.    | "S&M"                                               | Mikkel Eriksen, Tor Hermansen, Sandy Wilhelm, Ester Dean                                                                                              | StarGate, Sandy Vee  | 4:04   |      |      |      |      |      |
| 2.    | "What's My Name?" (featuring Drake)                 | Hermansen, Eriksen, Tracy Hale, Dean, Aubrey Graham                                                                                                   | StarGate             | 4:23   |      |      |      |      |      |
| 3.    | "Cheers (Drink to That)"                            | Andrew Harr, Jermaine Jackson, Stacey Barthe, Laura Pergolizzi, Corey Gibson, Chris Ivery, Lauren Christy, Graham Edwards, Avril Lavigne, Scott Spock | The Runners          | 4:22   |      |      |      |      |      |
| 4.    | "Fading"                                            | Jamal Jones, Dean | Polow da Don         | 3:20   |      |      |      |      |      |
| 5.    | "Only Girl (In the World)"                          | Crystal Johnson, Eriksen, Hermansen, Wilhelm | StarGate, Sandy Vee  | 3:55   |      |      |      |      |      |
| 6.    | "California King Bed"                               | Harr, Jackson, Priscilla Renea, Alex Delicata | The Runners          | 4:12   |      |      |      |      |      |
| 7.    | "Man Down"                                          | Shama Joseph, Timothy & Theron Thomas, Shontelle Layne                                                                                                | Sham                 | 4:27   |      |      |      |      |      |
| 8.    | "Raining Men" (featuring Nicki Minaj)               | Melvin Hough II, Rivelino Wouter, Timothy & Theron Thomas, Onika Maraj                                                                                | Mel & Mus            | 3:45   |      |      |      |      |      |
| 9.    | "Complicated"                                       | Christopher Stewart, Dean | Tricky Stewart, Dean | 4:18   |      |      |      |      |      |
| 10.   | "Skin"                                              | Kenneth Coby, Ursula Yancy | Soundz               | 5:04   |      |      |      |      |      |
| 11.   | "Love the Way You Lie (Part II)" (featuring Eminem) | Alexander Grant, Holly Haferman, Marshall Mathers | Alex da Kid          | 4:56   |      |      |      |      |      |
| 46:38 |                                                     | |                      |        |      |      |      |      |      |